# Where the Streets Have No Name
«Where the Streets Have No Name» (en español, «Donde las calles no tienen nombre») es una canción de la banda irlandesa de rock U2. Es la primera pista de su álbum de 1987 The Joshua Tree y se lanzó como el tercer sencillo del mismo en agosto de dicho año. Su gancho consiste en un arpegio de guitarra eléctrica repetitivo que posee un efecto de delay que se escucha en la introducción y otra vez hacia el final. Debido a las dificultades de la banda para grabar el tema, el productor Brian Eno consideró eliminar las cintas de la canción para comenzar el proceso de nuevo.
«Where the Streets Have No Name» recibió elogios de la crítica y tuvo éxito comercial. Llegó al puesto 13 en Estados Unidos, al 14 en Canadá, al 10 en los Países Bajos y al 4 en el Reino Unido. La canción se ha convertido en una de las más populares de la banda y permaneció como una constante en sus presentaciones en directo desde su debut en la gira The Joshua Tree Tour. Su video promocional consiste en una interpretación en directo llevada a cabo en una terraza de Los Ángeles y ganó un premio Grammy en la categoría de mejor interpretación en un video musical.

## Composición y grabación

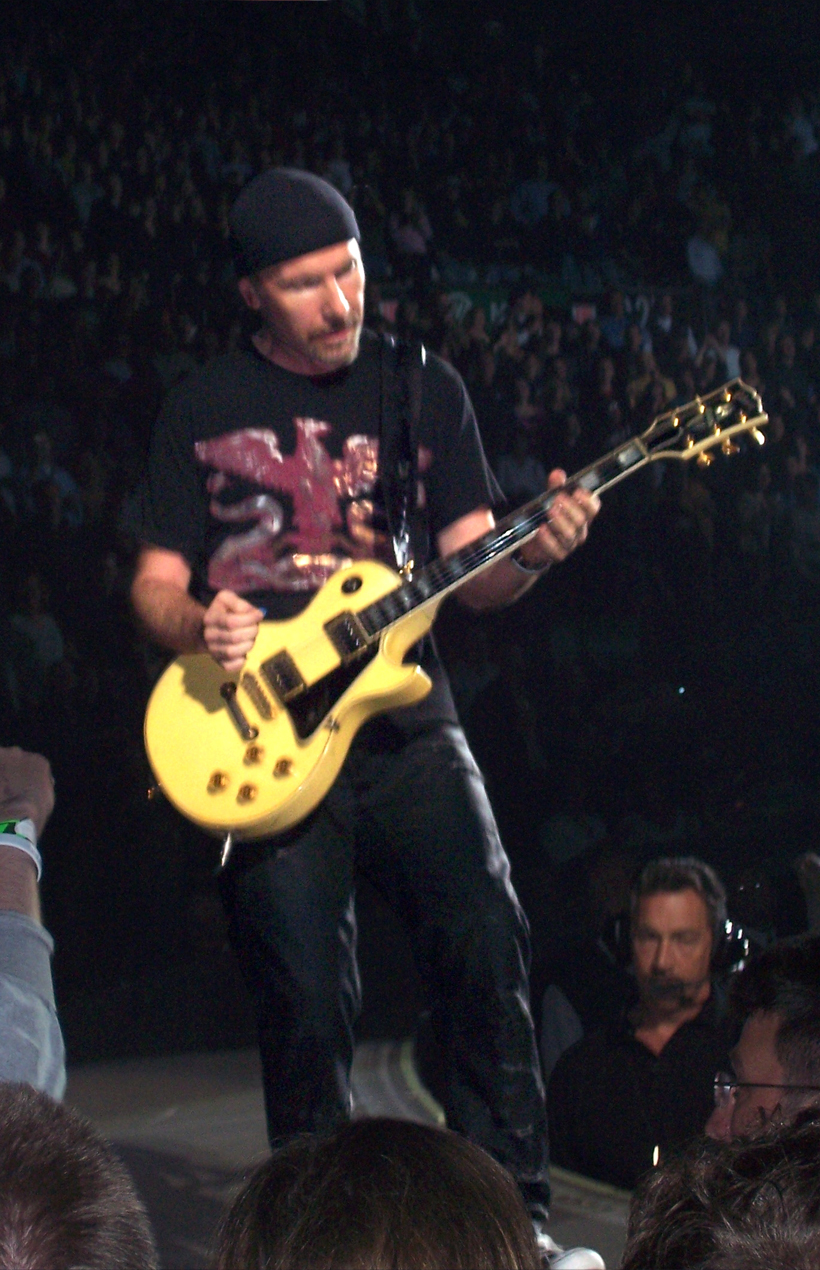
El guitarrista The Edge fue quien grabó el primer demo de la canción.

La música de «Where the Streets Have No Name» se originó a partir de un demo que el guitarrista The Edge compuso la noche anterior a que el grupo retomase las sesiones para The Joshua Tree. En una habitación superior de Melbeach House —la casa que había adquirido hacía poco— The Edge usó un grabador de cuatro pistas para registrar un arreglo de teclado, bajo eléctrico, guitarra eléctrica y batería. Al tomar conciencia de que las sesiones para el álbum estaban llegando a su fin y la banda tenía pocas canciones que sonaran excepcionales en directo, el guitarrista quiso «crear la última canción en directo de U2», por lo que se imaginó lo que sería escuchar un concierto futuro del grupo si fuese un fan. Tras finalizar la mezcla general, sintió que había encontrado «la parte de guitarra y la canción más asombrosas de [su] vida». Sin nadie en la casa con quien compartir el demo, The Edge recuerda haber bailado y saltado en el aire a modo de celebración.
Aunque a la banda le gustó el demo, le fue difícil grabar la canción. El bajista Adam Clayton comentó: «En aquel entonces sonaba como un idioma extranjero, mientras que ahora entendemos cómo funciona». El arreglo, con dos tipos de compás diferentes y frecuentes cambios de acordes, se practicó muchas veces, pero el grupo tuvo que luchar para llegar a una interpretación que les gustara. Según el coproductor Daniel Lanois: «Esta canción fue un proyecto de ciencias. Recuerdo este enorme pizarrón escolar, como lo llamamos. Sostenía un puntero, como un profesor universitario y enseñaba a la banda los cambios de acordes, como un maldito idiota, fue ridículo». El coproductor Brian Eno estimó que la mitad de las sesiones para el álbum se pasaron en tratar de grabar una versión adecuada de «Where the Streets Have No Name». La banda trabajó en una sola toma durante semanas, pero como Eno explicó, esa versión particular tenía un montón de problemas y el grupo continuó tratando de arreglarla. A lo largo de su trabajo, fueron reemplazando gradualmente cada toma instrumental hasta que no quedó nada de la interpretación original.
Había pasado tanto tiempo con el «trabajo demoledor» que Eno pensó que sería mejor comenzar desde el principio. Su idea era «simular un accidente» y borrar todas las cintas de la canción. Dijo que no quería obligarlos a dejar de lado la canción, pero consideró que sería más eficaz comenzar de nuevo con una interpretación fresca. En un determinado momento, Eno tuvo las cintas listas para volverlas a grabar, pero nunca se borraron; según el ingeniero de sonido Flood, su compañero Pat McCarthy regresó a la sala de control y al encontrarse con Eno a punto de borrarlas, le arrojó el té que estaba tomando para impedir que lo hiciera.
La versión de estudio de la canción es una compilación de varias tomas diferentes. Es una de las numerosas canciones mezcladas por Steve Lillywhite en los últimos meses de la grabación de The Joshua Tree. El baterista Larry Mullen Jr. afirmó sobre el tema: «Nos llevó tanto tiempo hacer la canción bien, fue muy difícil para nosotros entenderla. Sólo se convirtió en una canción auténticamente genial cuando la fuimos tocando en directo. En la grabación, musicalmente, no es ni la mitad de lo que es en directo». El cantante Bono escribió la letra durante una visita humanitaria a Etiopía con su esposa Ali Hewson. El vocalista recuerda haberla anotado en una bolsa para vómito de Air India durante una parada en un pueblo.

## Descripción

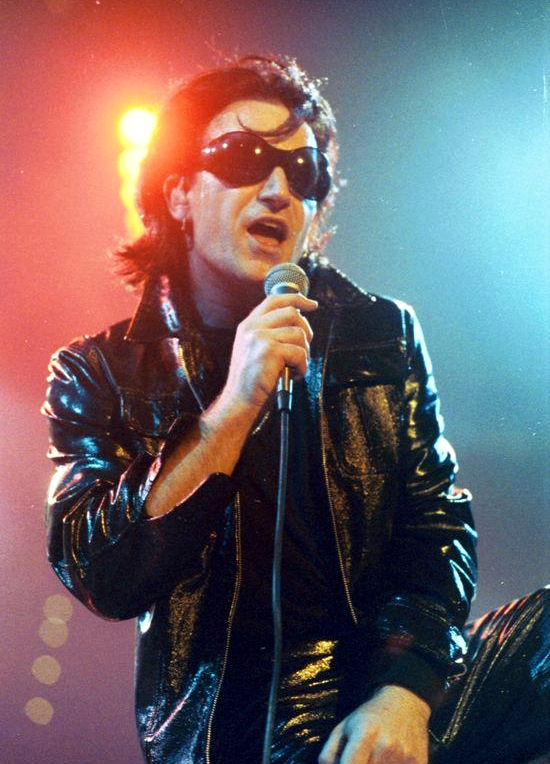
El cantante del grupo, Bono, compuso la letra de la canción durante su estadía en un pueblo etíope.

«Where the Streets Have No Name» se interpreta en un tempo de ciento veintiséis pulsaciones por minuto. La introducción y la coda poseen un compás de 3/4, mientras que el resto de la canción está escrita en compás de cuatro cuartos. Además, la canción tiene una tonalidad de re. La canción se abre con un pasaje instrumental que comienza con unas notas casi corales retenidas tocadas en sintetizador. La guitarra ingresa a los 42 segundos; esta parte consiste en un arpegio «repiqueteante» de seis notas que se repite. Se utiliza un efecto de delay de corcheas con puntillo para que suene cada nota del arpegio dos veces para crear un sonido más rico. El bajo eléctrico y la batería ingresan en el minuto 1:10.
La introducción, cuya progresión armónica es de I–IV–I–IV–vi–V–I, crea, como describe Mark Butler, una «pared de sonido» contra la que el canto emerge cerca de dos minutos después. La parte de guitarra en el resto de la canción consiste en semicorcheas percutidas. El bajo y la batería continúan en su serie regular de corcheas y semicorcheas respectivamente, mientras que la interpretación vocal de Bono, en contraste, varía mucho en su timbre («hace de guía turístico, se lamenta, gruñe, exhala en forma audible, deja partirse su voz») así como controla el uso del rubato para descolocar del pulso de la canción su parte.
Este desarrollo alcanza un clímax durante el verso del primer estribillo burning down love («quemando amor»), cuyos acordes son la-sol-fa♯-re; la melodía progresa en una serie de escalas graduales que lleva a la nota más aguda de la canción, el re♭5 en la palabra burning. En estribillos posteriores, Bono canta blown by the wind («arrastrado por el viento») con la misma melodía y extiende aún más la duración de esta nota. Tras el tercer estribillo, se procede a la coda; la instrumentación se revierte a lo que era en la introducción, con el arpegio de guitarra eléctrica y las notas retenidas de sintetizador.
La letra está inspirada en una historia que Bono escuchó sobre las calles de Belfast, Irlanda del Norte, donde la religión y procedencia de una persona se hacen evidentes al saber la calle en la que vive. El cantante recuerda: «Eso me dijo algo, así comencé a escribir sobre un lugar donde las calles no tienen nombre». Según él, la canción trata aparentemente sobre «la trascendencia, la elevación, como quieras llamarlo». Bono, quien comparó muchas de sus letras anteriores a las de The Joshua Tree con «bocetos», comentó que «"Where the Streets Have No Name" es más similar al U2 de antes que cualquier otra canción del álbum porque es un boceto. Estaba simplemente tratando de dibujar un lugar, tal vez un lugar espiritual, tal vez un lugar romántico. Estaba tratando de dibujar un sentimiento».
El final abierto de la letra ha dado lugar a muchas interpretaciones. El periodista Michael Campbell consideró que transmitía un «mensaje de esperanza» y el deseo de «un mundo que no está dividido en clases, nivel económico, raza u otro criterio arbitrario». En cuanto al lugar al que Bono alude en la canción, afirmó: «No estoy seguro, realmente, acerca de eso. Solía pensar que era Belfast...». El periodista Niall Stokes cree que el título está influenciado por la visita de Bono y su esposa Ali a Etiopía con motivo de brindar ayuda humanitaria voluntaria. Bono expresó opiniones contradictorias sobre el final abierto de la letra: «La veo ahora y reconozco que [la canción] tiene uno de los versos más banales de la historia de la música pop. Pero también contiene algunas de las ideas más grandes. En forma curiosa, esto parece funcionar. Si te vuelves pesado con estas cosas, no te comunicas. Pero si eres superficial y poco cuidadoso, entonces sí. Esta es una de las paradojas con las que llegué a término».

## Lanzamiento
Originalmente, el tercer sencillo de The Joshua Tree sería la canción «Red Hill Mining Town», pero se lanzó en su lugar «Where the Streets Have No Name» en agosto de 1987. Se puso a la venta en los formatos 7", 12", casete y CD. Se incluyeron tres lados B para acompañar la canción, entre los que se cuentan «Race Against Time», «Silver and Gold» y «Sweetest Thing», excepto en la versión de 7", en la que figuran sólo los últimos temas. El sencillo de 12" presenta «Race Against Time» en el lado A del disco (pese a considerarse un «lado B») y en formato casete, el sencillo posee las cuatro pistas en ambos lados de la cinta. Aunque no fue exitosa como los dos primeros sencillos del álbum, la canción logró ingresar en las listas de venta. En los Estados Unidos, alcanzó el puesto 13 en el Billboard Hot 100 y el número 11 en la lista Album Rock Tracks. Alcanzó el número 4 de la UK Singles Chart y el primer lugar de la Irish Singles Chart.

### Video musical

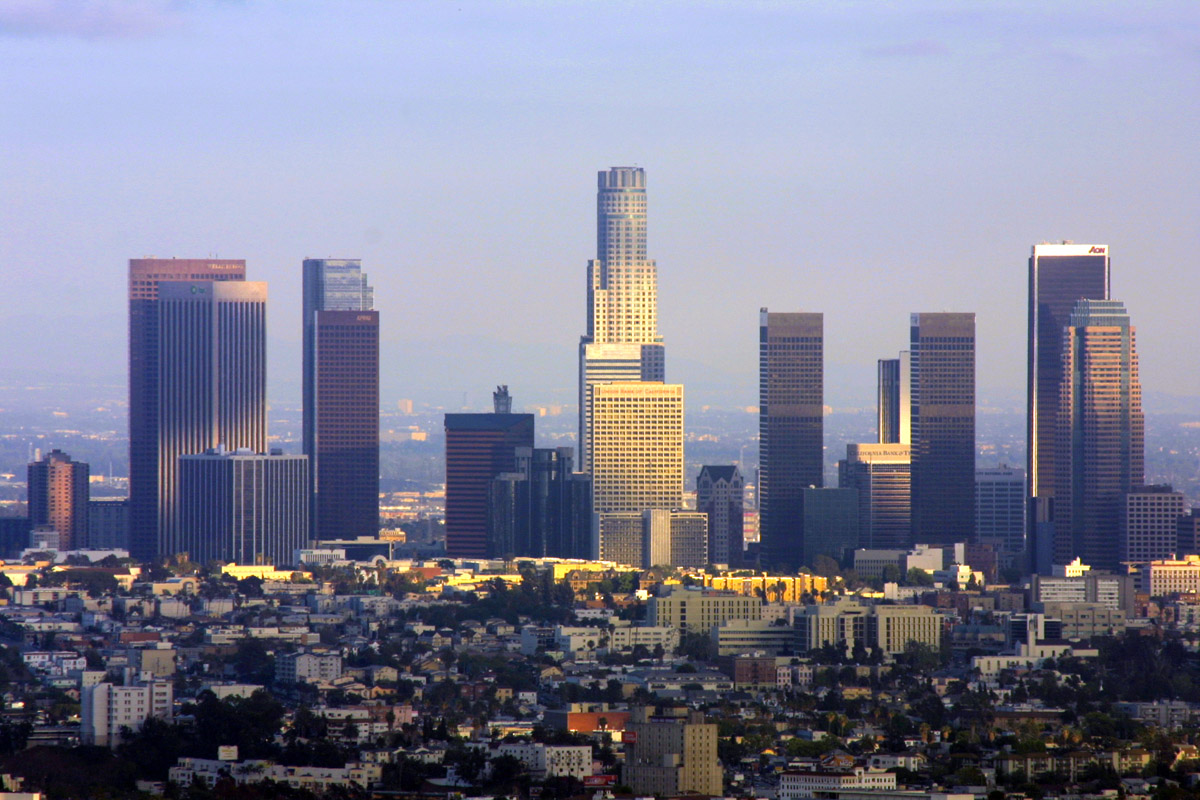
El video musical del tema se filmó en la ciudad de Los Ángeles.

El video comienza con un plano general de una cuadra de Los Ángeles con una parte de «Bullet the Blue Sky» que se escucha desde una transmisión de radio. Se escuchan fragmentos del tema junto a voces de disc jockeys que afirman que U2 planea tocar a las 15:30 entre las calles séptima y principal y se estima que habrá un público de treinta mil personas. La policía se dirige a donde se encuentra la banda e informa a su equipo de seguridad de los efectos que está causando la filmación del video; un gran número de personas están reuniéndose para escuchar al grupo. Dos minutos más tarde, se ve a U2 en la terraza de un negocio de licores, tocando «Where the Streets Have No Name» para un gran público ubicado en las calles que rodean al edificio. Hacia el final de la canción, la policía informa que la filmación se suspenderá. Bono informa al público que el rodaje les será cancelado y los oficiales suben hasta la terraza, mientras la multitud los abuchea. Se editó y sobregrabó el video en muchas ocasiones para que pareciese que la banda siguió tocando desafiantemente después de que la filmación se cancelara, cuando en realidad, se detuvieron en el momento en que la policía les advirtió. El video fue dirigido por Meiert Avis y producido por Michael Hamlyn y Ben Dossett. La banda atrajo cerca de mil personas durante el rodaje, que se llevó a cabo en la terraza del Republic Liquor Store en la calle séptima y la principal en Los Ángeles el 27 de marzo de 1987. La interpretación en la terraza de un espacio público fue una referencia al último concierto de The Beatles, como puede verse en la película Let It Be.
| «La objeción era a clausurar las calles. Si hay algo que la gente de Los Ángeles odia, es que se clausuren las calles y nosotros siempre consideramos que las bandas deben alterar las cosas. Lo logramos porque la policía nos hizo detener la filmación. ¿Teníamos miedo de que nos arresten? No en aquel entonces... —Adam Clayton |

Durante el rodaje, U2 tocó unas ocho canciones. Comenzó con una interpretación de «Where the Streets Have No Name» con una pista de fondo, seguida por una versión de «People Get Ready» y su canción «In God's Country». Tras esto, tocaron la primera de nuevo y «Sunday Bloody Sunday». El segmento terminó con otras dos interpretaciones de «Where the Streets Have No Name» y «Pride (In the Name of Love)». Antes de filmar, el techo del bar se reforzó en una semana, para asegurar que no se rompería si un grupo de fanes se subía allí. Se colocó en la terraza un generador de respaldo para que la filmación pudiera continuar en caso de que las autoridades desactivaran el primero, lo que finalmente ocurrió.
La representación de la policía tratando de cancelar el rodaje del video por asuntos de seguridad pasó en la realidad, como se muestra en el video. Se estuvo cerca de arrestar a Hamlyn tras una confrontación con la policía. Según Avis, los sucesos representados en el video sucedieron ese día «casi en tiempo real» y que «terminar presos era una parte integral del plan». El mánager de la banda, Paul McGuinness reveló en 2007 que gran parte de la confrontación con la policía fue exagerada; el grupo esperaba que la policía cancelara el rodaje para dar más dramatismo al video, pero se les dio tiempo para poder filmarlo. En el escenario del video hay un letrero de The Million Dollar Hotel, que se reconstruyó para crear algún interés, en el caso de que nadie apareciera en el rodaje. Aunque el video consiste en una interpretación en directo, su sonido proviene de una versión del tema grabada en un estudio. El video ganó un premio Grammy a la mejor interpretación en un video musical en la trigésimo primera edición de la ceremonia en 1989.

### Lados B
- «Race Against Time» se lanzó en las versiones del sencillo en formato 12", casete y CD.[24] La canción se desarrolló en base al interés de la banda en el urban funk y The Edge la describió como «una obra con una especie de ritmo afro» y «un estudio sobre el ritmo».[35][36] The Edge tocó el riff de bajo en la canción, que está inspirado en el bodhrán y se derivó de algunas partes de bajo de Calyton que no se había usado antes. La parte de batería de Mullen se grabó en una sola toma. El tema es mayoritariamente instrumental, pero su letra está inspirada en el viaje de Bono a Etiopía tras el Live Aid y su contemplación de primera mano de la hambruna que allí se vivía; estas referencias en la letra incluyen fragmentos en una lengua etíope seguida del verso Race against time («Carrera contra el tiempo»).[36] Bono comentó sobre la canción: «Me recuerda al desierto. El desierto es tan vacío, pero hace doler con un tipo extraño de plenitud».[36] John Hutchinson de la revista Musician afirmó que posee un «regusto africano» y reminiscencias de Peter Gabriel.[36] El tema se usó en el episodio de Miami Vice «Child's Play».[37][38]
- «Silver and Gold» se escribió a favor del proyecto Artists United Against Apartheid, una protesta contra el apartheid sudafricano. La canción estaba presente originalmente en el álbum de 1985 del proyecto Sun City y se trataba de una versión cantada por Bono junto a Keith Richards y Ronnie Wood de The Rolling Stones. U2 la regrabó para el sencillo cuando la banda regresó a Dublín en mayo de 1987 durante un descanso entre las dos mangas de la gira The Joshua Tree Tour.[39] Musician describió la canción como «dura y cruda, con la voz ronca y confiada de Bono subrayada por una línea de bajo sinuosa y The Edge demostrando su habilidad recientemente descubierta para tocar la guitarra [con un estilo basado en el] blues».[36] «Silver and Gold» se tocó en directo en la gira The Joshua Tree Tour numerosas veces y una de estas interpretaciones figura en el álbum y documental de 1988 del grupo Rattle and Hum. Ambas versiones del tema figuran en la edición del vigésimo aniversario de The Joshua Tree.[40] La versión de estudio también se incluyó en el disco adicional de edición limitada del primer álbum compilatorio de la banda, The Best of 1980-1990.[41]
- «Sweetest Thing» fue escrita por Bono a modo de disculpa por haber olvidado el cumpleaños de su esposa.[42] El tema comienza con una introducción de piano antes de que el resto de la banda comience a tocar. Se afirmó que la letra de Bono tiene reminiscencias de las de John Lennon.[36] The Edge la describió como «una hermosa canción [...] que es [del género] pop, como debería ser; no producida fuera de la existencia, pero producida [con estilo] pop con una intimidad real y pureza» y también notó que «es muy novedosa para nosotros».[36] Se regrabó con algunas modificaciones en la letra y se relanzó en 1998 como un sencillo para The Best of 1980-1990. El editor de Hot Press Nial Stokes afirmó que este tema, junto a «Race Against Time», es «un indicador de lo que U2 podría haber hecho en vez de The Joshua Tree».[35]

## Recepción de la crítica

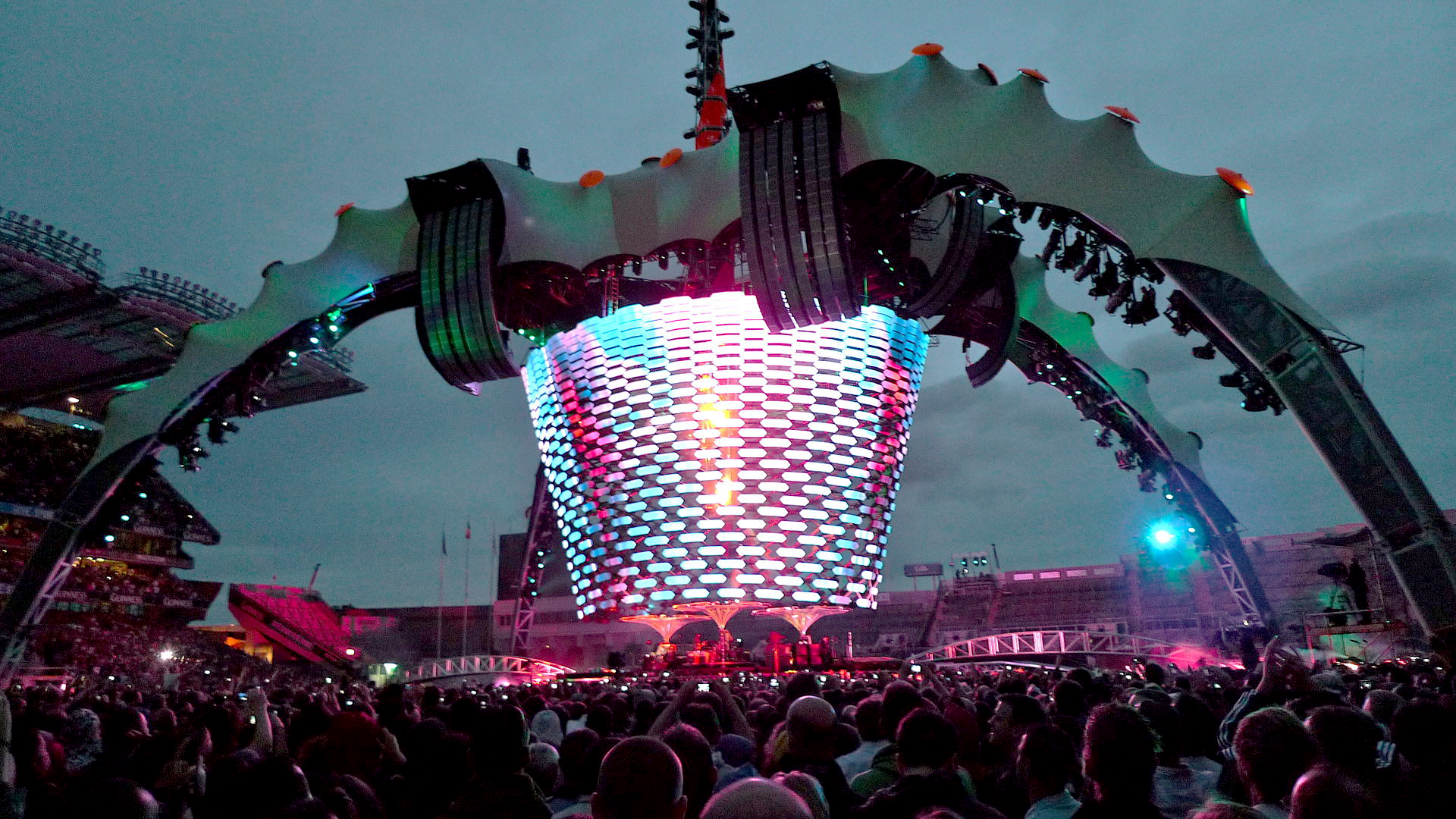
En la imagen puede apreciarse el escenario utilizado por la banda durante los conciertos de la gira 360° Tour.

Tras el lanzamiento de The Joshua Tree, los críticos elogiaron «Where the Streets Have No Name». Steve Morse de The Boston Globe comentó que «los tonos similares a campanas de The Edge son el marco de una búsqueda del paraíso» y junto con la siguiente canción del álbum, «I Still Haven't Found What I'm Looking For», muestra que el grupo consistía en «peregrinos todavía en una búsqueda; no predicadores que afirman haber encontrado las respuestas». The Bergen Record compartió esta visión y recalcó que los temas mostraban la búsqueda espiritual y personal de la banda. La reseña de Rolling Stone del álbum la llamó «rock directo». El diario San Diego Union-Tribune comentó sobre «Where the Streets Have No Name»: «La música empuja, como alguien que huye por su vida». El diario The Washington Post comentó que el tema tiene «una letra un tanto indirecta, pero las implicaciones se ven claras en la declamación de Bono, la guitarra temblorosa de Dave (the Edge) Evan, el bajo de catedral de Adam Clayton y la batería de tormenta de Larry Mullen».
La revista NME elogió el hecho de que la canción sea la primera en el disco, comentando que «comienza escupiendo en forma furiosa». La publicación también elogió el canto apasionado de Bono y la forma de tocar la guitarra de The Edge, que transformó el instrumento en «algo más que un pedazo de manera eternamente abusado». La reseña comentó que «los últimos diez segundos son hermosos de una forma que quita el aliento». La reseña de The Rocket comentó que la canción construye una «pared de sonido» que la voz de Bono rompe con «un gemido de desesperación, mientras la letra [refiere] a la necesidad de espiritualidad personal». El crítico comparó el riff de la introducción con la canción «Ghostdancing» de Simple Minds. En su reseña de The Joshua Tree, Stephen Thomas Erlewine de Allmusic llamó a la canción «una apertura épica». Steve Huey, de la misma publicación, en su reseña del tema, elogió su «su impulso rítmico insistente y propulsor y [su] estribillo similar a un himno», cualidades que recalcó que la hacen una favorita de los fanes. La llamó «la apertura perfecta para un álbum» y lo debió a «la lenta construcción de sus arreglos hacia un pico de clímax». Huey también llamó al canto de Bono «apasionado y grandioso» y a «su entrega [a la canción], inquebrantable». Comentó que la combinación de su canto y el «poder del sonido» de la banda es lo que da a U2 su «inmensa fuerza».

## Interpretaciones en directo
«Where the Streets Have No Name» hizo su debut en directo el 2 de abril de 1987 en Tempe, Arizona durante el primer concierto de la gira The Joshua Tree Tour. Desde entonces, se ha tocado en diferentes presentaciones en directo y en numerosas giras. La canción se considera una de los temas más populares de la banda en directo. Bono comentó sobre ella: «Podemos estar en mitad del peor recital de nuestras vidas, pero cuando tocamos esa canción, todo cambia. El público se pone de pie y canta con nosotros cada palabra. Es como si Dios entrara de pronto en la habitación».
Los fanes y la crítica respondían favorablemente a las interpretaciones en directo del tema. El San Diego Union-Tribune comentó: «Desde los rasgueos introductorios de sonido sublime [de la canción], el público se animó, extasió e inflamó». NME comentó que la canción es una oportunidad en la que «el poder de sus canciones asusta» y comentó que durante la introducción «el estadio estalla». Otras reseñas llamaron al tema «edificante», «emocionante» y «potente». «Where the Streets Have No Name» se tocó en todos los ciento nueve conciertos de la gira, excepto en doce presentaciones. Durante la gira Lovetown Tour, que tuvo lugar en 1989 y comienzos de 1990, la canción no se tocó sólo en uno de los cuarenta y siete conciertos del programa.
La canción se incluyó en cada concierto de la gira Zoo TV Tour, que abarcó de 1992 a 1993. Los conciertos de la gira consistieron en espectáculos multimedia en los que Bono interpretaba una serie de personajes, pero hacia el final de la parte principal, el grupo tocaba clásicos, entre los que se contaba «Where the Streets Have No Name». Algunas de estas interpretaciones estaban acompañadas por imágenes del grupo en el desierto en el que se hicieros las tomas fotográficas de The Joshua Tree. El video tuvo rápida difusión por su efecto humorístico —NME lo describió como «tonto, de calidad Charlie Chaplin»— y Bono reconoció frecuentemente a su lado más joven en las escenas del mismo. Este video experimentó un resurgimiento durante los recitales de las mangas de 2010 y 2011 de la gira U2 360° Tour. Algunas de las interpretaciones de la canción tenían un arreglo orientado hacia la música electrónica y dance que enseñaba reminiscencias de la versión de corte synthpop de Pet Shop Boys de la canción, titulada «Where the Streets Have No Name (I Can't Take My Eyes off You)». Bono parodió esto adoptando ocasionalmente el tono inexpresivo usado en la versión de Pet Shop Boys. Los críticos vieron con buenos ojos su inclusión en el programa del grupo: The Independent comentó que la canción «provoca una euforia instantánea, con U2 haciendo lo que mejor sabe hacer: pasar al modo de rock épico, tocar música pensada para el estadio». Otros críticos elogiaron la inclusión del tema en una secuencia de grandes éxitos.
En la gira PopMart Tour, que abarcó desde 1997 a 1998, U2 reutilizó el arreglo de música electrónica y dance que ocasionalmente tocó en Zoo TV Tour. La gigantesca pantalla de video usada en la interpretación fue descrita por Hot Press como «asombrosa, un viaje de estilo futurista en el centro de un remolino, [un] tubo psicodélico que absorbe al público frente a un monolito horizontal». Hacia el final de la canción, se veían palomas de la paz en la pantalla y se proyectaban brillantes destellos de luz en el arco dorado que rodeaba el estadio. Hot Press afirmó que el efecto transformaba el lugar en «una pista de aterrizaje para OVNIs».

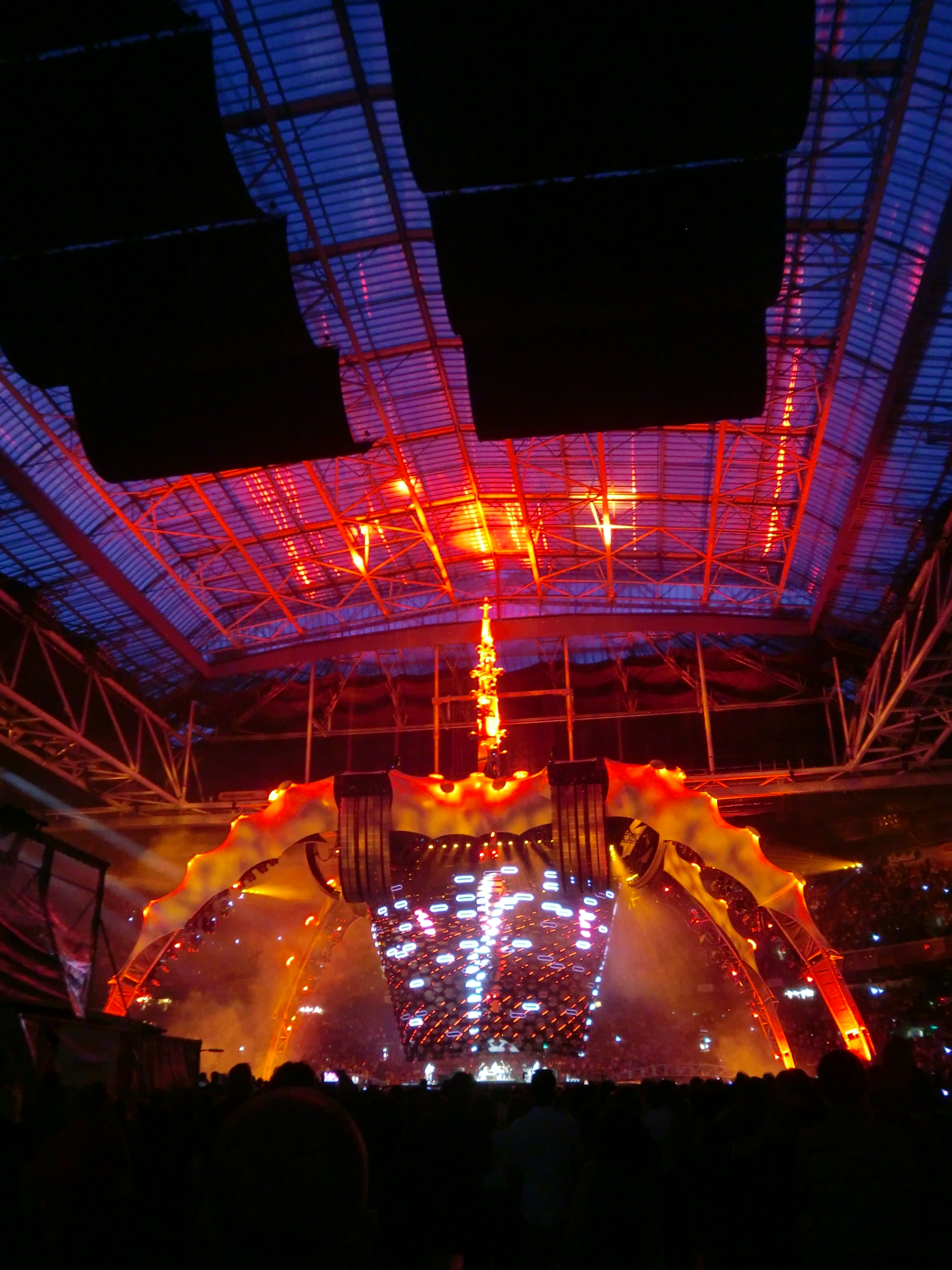
U2 durante un concierto de la gira U2 360° Tour.

Poco tiempo antes del tercer segmento de la gira Elevation Tour, tuvieron lugar en Nueva York y Washington D. C. los atentados del 11 de septiembre de 2001. Durante el primer concierto de la banda en la primera ciudad tras los atentados, la banda tocó «Where the Streets Have No Name» y cuando las luces del escenario iluminaron al público, el grupo vio lágrimas en el rostro de varios fanes. Este hecho fue una de las inspiraciones de la canción «City of Blinding Lights». La banda rindió homenaje a las víctimas del atentado en su primera interpretación de la canción en el entretiempo del Super Bowl XXXVI el 3 de febrero de 2002. En la interpretación, se colocó un gran cartel blanco con los nombres de las víctimas del atentado detrás de la banda. Esta presentación de U2 se ubicó en el primer puesto de la lista de Sport Illustrated de las mejores diez presentaciones en el entretiempo de los Super Bowls.
En la gira Vertigo Tour, el grupo pensó eliminar la canción del programa, pero Mullen y Clayton se opusieron con éxito. En todos los conciertos de la gira hubo una interpretación del tema, acompañada por banderas de países africanos proyectadas en pantallas led. En el primer recital, Bono recordó que había compuesto la letra en un pueblo etíope. Pensó que este acompañamiento visual haría que la canción completara el círculo y comentó al respecto: «[...] Cerca de veinte años más tarde vuelvo a África, todas estas cosas sobre tierras resecas y desiertos cobran sentido por primera vez». La canción también se tocó en el estreno de la sinopsis de cincuenta y seis minutos del documental de la banda U2 3D en el Festival de Cannes de 2007. En el festival Glastonbury de 2010, The Edge acompañó a la banda de rock alternativo Muse en su versión del tema y después la tocó con U2, banda que lideró dicho festival al año siguiente.
Figuran interpretaciones en directo de «Where the Streets Have No Name» en las publicaciones de videos de la banda Rattle and Hum, Zoo TV: Live from Sydney, y PopMart: Live from Mexico City, así como los álbumes en directo Zoo TV Live y Hasta la Vista Baby! U2 Live from Mexico City. Una segunda versión de la gira PopMart Tour se encuentra en Please: PopHeart Live EP y en el sencillo lanzado en Estados Unidos «Please». En el video Elevation 2001: Live from Boston puede apreciarse una grabación en directo de la canción durante la gira Elevation Tour, así como en los sencillos «Walk On» y «Electrical Storm». La filmación y el álbum U2 Go Home: Live from Slane Castle, Ireland presenta otra interpretación dentro de la gira Elevation Tour. Otras interpretaciones del tema pueden hallarse en Vertigo 2005: Live from Chicago, U2 3D y U2 360° at the Rose Bowl.

## Legado
En 2002, la revista Q nombró a «Where the Streets Have No Name» la decimosexta «canción más emocionante de siempre». Al año siguiente, una edición especial de Q titulada «Las 1001 mejores canciones de siempre» colocó la canción en el puesto 459 de la lista homónima. Tres años más tarde, los lectores de la revista la votaron como la cuadragésima tercera mejor canción de la historia. La revista Rolling Stone la ubicó en el puesto 28 de su lista de «Las 100 mejores canciones con guitarra de todos los tiempos». En 2010, en una encuesta del fansite @U2, aproximadamente el 29 % de los 4800 participantes votaron a «Where the Streets Have No Name» como su canción favorita de The Joshua Tree. En 2010, ESPN usó la canción, junto con otras de U2, en comerciales de la Copa Mundial de Fútbol de 2010 y el Soweto Gospel Choir la cantó. El comercial, titulado «Robben Island», muestra a prisioneros políticos sudafricanos durante el apartheid que forman un equipo de fútbol. El compositor John Mackey utilizó la parte de guitarra introductoria en su obra para su conjunto de cuerdas Aurora Awakes. También se utiliza esta parte al comienzo de cada partido del equipo de hockey sobre hielo Vancouver Canucks en el momento que los jugadores ingresan a la cancha.

## Lista de canciones
| N.º | Título                           | Productor                    | Duración |  |
| 1.  | «Where the Streets Have No Name» | Daniel Lanois, Brian Eno     | 4:33     |  |
| 2.  | «Race Against Time»              | U2, Daniel Lanois, Brian Eno | 4:04     |  |
| 3.  | «Silver and Gold»                | U2                           | 4:36     |  |
| 4.  | «Sweetest Thing»                 | U2, Daniel Lanois, Brian Eno | 3:03     |  |

## Créditos
| U2 - Bono: composición y voz. - The Edge: composición, guitarra y coros. - Adam Clayton: composición y bajo eléctrico. - Larry Mullen Jr.: composición, baterías y percusión. | Personal adicional - Daniel Lanois y Brian Eno: producción. - Flood y Pat McCarthy: grabación. - Steve Lillywhite: mezcla. - Mark Wallace: ingeniero de sonido. |

## Posicionamiento en listas
| País           | Lista                       | Mejor posición |
| -------------- | --------------------------- | -------------- |
| Canadá         | Canadá (RPM Top 100)        | 11             |
| Estados Unidos | Billboard Hot 100           | 13             |
| Estados Unidos | Billboard Album Rock Tracks | 11             |
| Irlanda        | Irish Singles Chart         | 1              |
| Nueva Zelanda  | New Zealand Singles Chart   | 1              |
| Países Bajos   | Países Bajos (MegaCharts)   | 7              |
| Reino Unido    | UK Singles Chart            | 4              |